# Làng của Nhật Bản
Làng (村 (thôn) mura, đôi khi gọi là son) là đơn vị hành chính địa phương của Nhật Bản.
Nó là một đơn vị hành chính công cùng với các cấp khác như tỉnh (県 (huyện) ken), thành phố (市 (thị) shi), và thị trấn (町 (đinh) chō, hay machi).  Về mặt địa lý, làng nằm trong tỉnh.
Việc sáp nhập các đơn vị hành chính này làm cho số lượng các làng ở Nhật Bản giảm đi.

## Các tỉnh không có làng
(Cập nhật ngày 1 tháng 4 năm 2008)
- Ehime (lần sáp nhập gần cuối cùng ngày 16 tháng 1 năm 2005)
- Fukui
- Hyōgo
- Hiroshima
- Ishikawa
- Kagawa
- Mie
- Nagasaki
- Saga
- Shiga (làng Kutsuki sáp nhập với các thị trấn khác để lập nên thành phố Takashima ngày 1 tháng 1 năm 2005)
- Shizuoka
- Tochigi
- Yamaguchi

Chỉ có tỉnh Hyōgo và Kagawa là không có đơn vị hành chính làng kể từ trước các đợt sáp nhập thời kỳ Heisei.

## Tỉnh chỉ có một làng
(1 tháng 4 năm 2008)
- Kanagawa (Kiyokawa, Huyện Aikō)
- Kyōto (Minamiyamashiro, Huyện Soraku)
- Miyagi (Ōhira, Huyện Kurokawa)
- Ōita (Himeshima, Huyện Higashikunisaki)
- Ōsaka (Chihayaakasaka, Huyện Minamikawachi)
- Saitama (Higashichichibu, Huyện Chichibu)
- Shimane (Chibu, Huyện Oki)
- Tokushima (Sanagōchi, Huyện Myōdō)
- Tottori (Hiezu, Huyện Saihaku)
- Toyama (Funahashi, Huyện Nakaniikawa)
- Wakayama (Kitayama, Huyện Higashimuro)